# Symfonie nr. 23 (Mozart)
Symfonie nr. 23 in D majeur, KV 181, is een symfonie van Wolfgang Amadeus Mozart. De symfonie bestaat uit één ononderbroken deel, met drie gescheiden tempi. Hij voltooide het stuk op 19 mei 1773.

## Orkestratie
De symfonie is geschreven voor:
- Twee hobo's.
- Twee hoorns.
- Twee trompetten.
- Strijkers.

## Delen
De symfonie bestaat uit drie delen, die elkaar zonder onderbreking volgen:
- I Allegro spirituoso.
- II Andantino grazioso.
- III Presto assai.